# Улица Кутузова (Калуга)
Улица Кутузова — улица в историческом центре Калуги, проходит, параллельно руслу реки Ока, от улицы Ленина (Площадь Старый Торг) до улицы Луначарского, за которой имеет продолжением улицу Салтыкова-Щедрина.

## История
Современная улица в прошлом неоднократно меняла название, в разное время и на разных своих участках называлась Красноармейской, улицей Лассаля (немецкий философ, юрист, экономист и политический деятель), Быкова (русский профессор, специалист по фабричному законодательству, политический деятель), Торубаевской, Ильинской, Богоявленской и Тульской.
Современное название с 17 августа 1945 года в честь выдающегося русского полководца Михаила Илларионовича Кутузова (1745—1813). На Калужской земле, у Тарутино 18 октября 1812 года, и под Малоярославцем 24 октября 1812 года произошли два ключевых сражений Отечественной войны 1812 года, не позволившие французским войскам войти в Калугу, в Калуге находилась основная тыловая база русской армии, многие калужане вступили в ряды защитников родины.
Во время кратковременного занятия Калуги немецко-фашистскими оккупантами в здании школы-интерната № 1 (д. 18-20) находилось отделение полиции, где пытали и казнили советских людей, на территории Казанского монастыря на пересечении улицы с Кооперативным переулком оккупантами было
устроено еврейское гетто.
В д. 2 по улице в Управлении Рижско-Вяземской железной дороги работал писатель-демократ Г. И. Успенский. Сохранился ряд памятников архитектуры XIX века, д. 9 купца Зюзина, д. 20 усадьба Билибиных (конец XVIII — начало XIX века), д. 24 и д. 26 — усадьба купцов Торубаевых (Архиерейский дом), д. 22 — Женское епархиальное училище (в 1899—1918 годах преподавал К. Э. Циолковский).

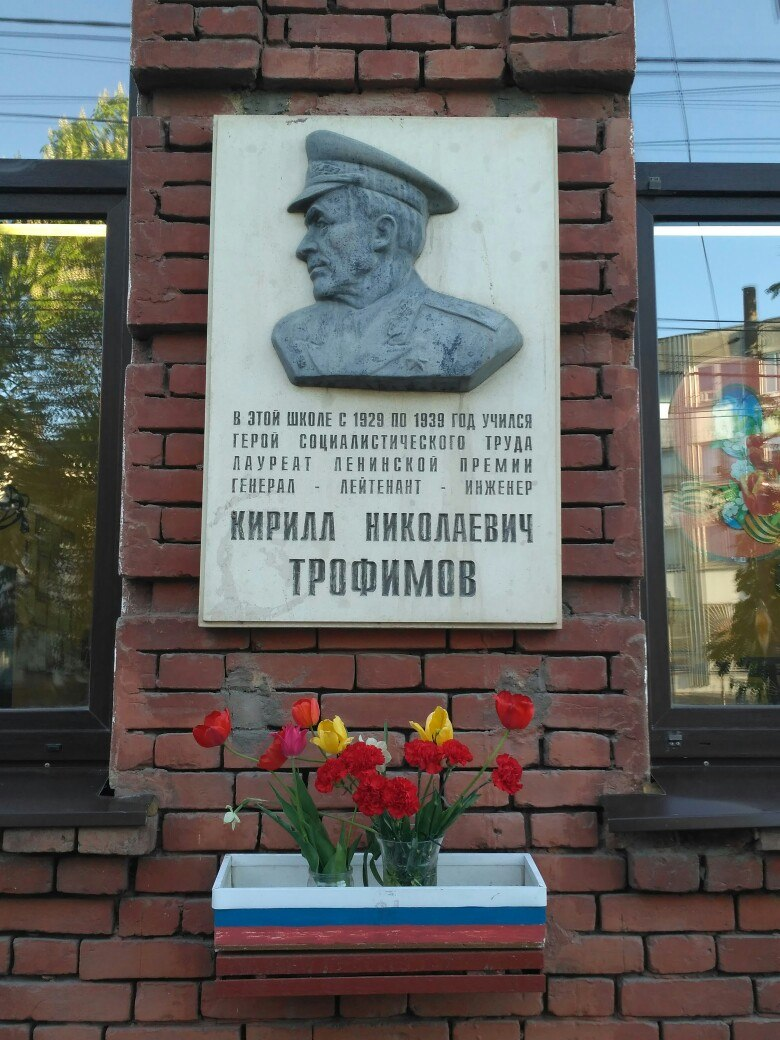
д. 7, мемориальная доска К. Н. Трофимову

Школу № 7 (д. 18) окончили К. Н. Трофимов (мемориальная доска) и Б. В. Беляев (мемориальная доска).
При освобождении Калуги в декабре 1941 года от немецко-фашистских оккупантов на улице шли ожесточённые бои.
Один из жителей города выступал с предложением воссоздания памятника Н. Вилонову, утраченному в 1990-е годы, памятник находился у д. 19

## Достопримечательности
д. 2 — Усадьба купцов Носовых
д. 3-5 — Жилой дом
д. 6 — Комплекс керамического завода
д. 7 — Городская усадьба Козловых
д. 9 — Дом купца Зюзина
д. 11 — Пекарня
д. 14-16 — Жилой дом
д. 17 — Дом Е. М. Шевырева
д. 18 — Здание реального училища Шахмагонова
д. 19 — Дом Билибиных
д. 22 — Епархиальное женское училище с церковью св. Екатерины
д. 23 — Церковь Богоявления Господня на Старом остроге
д. 24, 26 — Усадьба Фалеева (Архиерейское подворье)
д. 28 — Дом Никитина
д. 30 — Дом Ченцова

## Известные жители
д. 26 — Феофан (Туляков)